# Сытинка (река)
Сытинка (Хохулька) — река в России, протекает по Крестецкому и Новгородскому районам Новгородской области. В верхнем течении называется Хохулька. Впадает в залив Озеро Белево озера Ильмень. Длина реки составляет 16 км.
На противоположных берегах реки стоят деревни Льзень и Заречье (Хохуль) Пролетарского городского поселения Новгородского района.

## Данные водного реестра
По данным государственного водного реестра России относится к Балтийскому бассейновому округу, водохозяйственный участок реки — Бассейн оз. Ильмень без рр. Мста, Ловать, Пола и Шелонь, речной подбассейн реки — Волхов. Относится к речному бассейну реки Нева (включая бассейны рек Онежского и Ладожского озера).
Код объекта в государственном водном реестре — 01040200512102000021753.